# Hoy cocinas tú
Hoy cocinas tú es un programa de televisión de cocina que se emitió a través de La Sexta. El programa se estrenó el 27 de marzo de 2006, con Eva Arguiñano como presentadora, y se emitía los sábados y domingos por las mañanas, manteniéndose en antena hasta el año 2009. 
Más tarde, el 14 de marzo de 2011, el programa regresó renovado a La Sexta 2 con Isma Prados como presentador. Tras el cese de emisiones de la cadena, Xplora continuó emitiendo las reposiciones del programa hasta julio de 2013. 
Durante el resto de ese año, fue Nova el canal encargado de reemitir el formato todos los fines de semana, el cual regresó al canal femenino de Atresmedia en 2015, de nuevo de la mano de Eva Arguiñano.

## Formato
El programa se divide en dos partes: el estudio y la casa del invitado al programa.
En primer lugar, un invitado asiste al plató y Eva Arguiñano / Isma Prados enseña a confeccionar dos preparados, el principal y el postre. El invitado del programa, a su vez, invitará a tres personas a su casa y será él quien tenga que cocinar para ellos lo mismo que le enseñaron en el estudio, teniendo que escuchar de sus invitados tanto las críticas como las alabanzas acerca de sus platos.

## Historia
Hoy cocinas tú se estrenó el 27 de marzo de 2006, con Eva Arguiñano como presentadora, coincidiendo con el inicio de emisiones de La Sexta. El programa se mantuvo en antena hasta el año 2009.
Más tarde, La Sexta 2 se reinventó con 10 programas nuevos de producción propia. Así, el 14 de marzo de 2011 volvió renovado Hoy cocinas tú. En este caso, Isma Prados fue su presentador y el programa continuó con el mismo estilo, aunque su emisión era diaria a las tres de la tarde.
Tras el cese de emisiones de La Sexta 2, Xplora continuó emitiendo las reposiciones del programa hasta julio de 2013. Desde entonces, Nova fue el canal encargado de remitir el formato todos los fines de semana durante 2013.
El programa regresó a Nova en 2015 con una tercera temporada, de nuevo de la mano de la cocinera Eva Arguiñano.